# Huis te Aduard

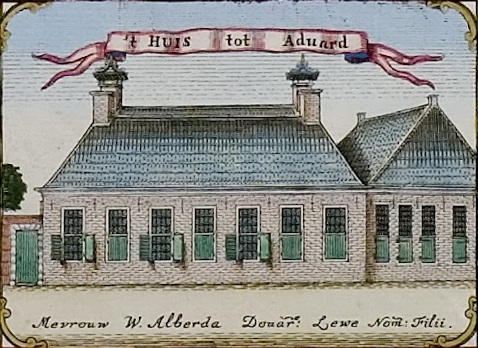
Beckeringh - Huis tot Aduard, Aduard

Het Huis te Aduard was een borg in het Groningse dorp Aduard. De borg is in 1597 gebouwd en in 1815 gesloopt.

## Ontstaan
Het Huis te Aduard komt niet voort uit een steenhuis of edele heerd zoals de meeste Ommelander borgen.  
Als gevolg van de Reductie van Groningen kwamen de kloostergoederen en de rechten van het voormalige Klooster van Aduard in het bezit van de provincie Groningen. Deze stelde een redger aan en liet voor hem in 1597 een huis bouwen.

## Ontwikkeling
Van 1606 tot 1644 fungeerde Albert Coenders als redger. Deze kocht voor zichzelf allerlei goederen in Aduard, zoals alle huis- en heempachten en gronden op het terrein van het voormalige klooster. Hoewel hij in dienst bleef van de provincie Groningen verwierf hij zich een invloedrijke positie in het dorp. Vanaf 1658 verkocht het provinciaal bestuur de heerlijke rechten die het bezat, waaronder het redgerrecht van Aduard. Een erfgenaam van Albert Coenders, Johan Clant van Bredenborg, kocht in de loop van de tijd de rechten op en in 1680 ook de voormalige redgerwoning. In 1692 had hij alle rechten in handen en kon hij zich heer van Aduard noemen.
In 1700 ruilde Clant van Bredenborg het huis en bijbehorende rechten met Evert Joost Lewe tegen de Ludemaborg bij Usquert. Tot de afbraak in 1815 zou het huis in het bezit van de familie Lewe blijven, behalve in de periode 1710-1712 toen het in het bezit was van Johan Willem Ripperda.

## Afbraak
Carolus Justus Lewe van Aduard (1767-1836) was de laatste eigenaar van het Huis te Aduard. Hij liet het huis in 1815 op afbraak verkopen. Het bijbehorende park werd gerooid. Van het huis en tuinen is niets meer terug te vinden.